# Primer Congreso Nacional de Venezuela
El Primer Congreso Nacional de Venezuela se instaló el 2 de marzo de 1811, siendo el Congreso más antiguo de América Latina y el segundo de toda América. Sustituyó en el poder a la Junta Suprema de Caracas. Fue convocado para decidir la mejor clase de gobierno para Venezuela mientras durara el cautiverio del Rey Fernando VII en manos de Napoleón Bonaparte. Sus 43 diputados (con un voto en contra) optaron por declarar la Independencia absoluta de la Corona de España el día 5 de julio de 1811 y tomando el nombre de Confederación Americana de Venezuela. Este Congreso se mantuvo en sesiones hasta el 6 de abril de 1812, fecha en que se disolvió debido a la caída de la Primera República de Venezuela.

## Convocatoria al primer Congreso General
La Junta Suprema de Caracas, constituida el 19 de abril de 1810, convocó a elecciones para reunir el Congreso General para asignar a los diputados de cada Estado y decidir la mejor forma de gobierno en Venezuela. La convocatoria a elecciones fue la medida de mayor trascendencia política de la Junta, pues aseguró la transformación del gobierno de facto en un régimen constitucional independiente.
La convocatoria a elecciones fue hecha en junio, y éstas se realizaron en octubre y noviembre de 1810. El reglamento electoral aprobado por la Junta daba el derecho al voto a los hombres libres, mayores de veinticinco años y propietarios de bienes raíces. En consecuencia las mujeres, los esclavos, y en fin, la gran mayoría de la población carentes de bienes de fortuna no votaban. El reglamento dispuso, además, que las elecciones se hicieran en dos grados: primero, los votantes nombraban a los electores de la parroquia; y luego, estos electores, reunidos en asamblea electoral en la capital de la provincia, designaban los representantes al Congreso, a razón de un diputado por cada 20 000 habitantes.

## Miembros del Congreso
El Primer Congreso de Venezuela se instaló el 2 de marzo de 1811 en la Casa del Conde de San Javier (hoy Biblioteca Simón Rodríguez), en Caracas. El Congreso estaba presidido por Felipe Fermín Paúl, concurrieron 30 de los 43 diputados electos, sin embargo solo la firmaron 38; entre quienes figuraron destacan:
1. Felipe Fermín Paúl: como Presidente.
2. Francisco de Miranda: como Vicepresidente.
3. Juan Germán Roscio.
4. Martín Tovar Ponte.
5. Francisco Javier Ustáriz
6. Fernando Rodríguez del Toro
7. Francisco Rodríguez del Toro
8. Juan Rodríguez del Toro
9. Manuel Palacio Fajardo
10. Lino de Clemente.
11. Manuel Plácido Maneiro.
12. Antonio Nicolás Briceño.
13. Francisco Javier Yanes.
14. José Luis Cabrera.
15. Fernando Peñalver.
16. José Vicente de Unda.
17. Francisco Isnardi, como Secretario.
18. Isidoro López Méndez.
19. Juan José de Maya.
20. Nicolás de Castro.
21. Jóse María Ramírez.
22. Domingo de Alvarado.
23. Mariano de la Cova.
24. Francisco Xavier de Maiz.
25. José de Sata y Bussy.
26. José Ignacio Briceño.
27. José Gabriel de Alcala.
28. Bartolomé Blandin.
29. Francisco Policarpo Ortiz.
30. Francisco Hernández.
31. José Ángel Álamo.
32. Gabriel Pérez de Pagola.
33. Juan Nepomuceno Quintana.
34. Manuel Vicente de Maya.
35. Luis José Cazorla.
36. Luis José Rivas y Tovar.
37. Luis Ignacio Mendoza.
38. Juan Antonio Díaz Argote.
39. Salvador Delgado.

El Congreso procedió de inmediato a la organización provisional del gobierno de Venezuela. Para ejercer, el Ejecutivo designó un Triunvirato, cuyos miembros se turnaban en la presidencia. Cristóbal Mendoza, Juan Escalona y Baltasar Padrón constituyeron dicho gobierno. Una de sus acciones más destacadas fue crear el 8 de marzo de 1811 una Comisión Codificadora para elaborar un Código Civil en Venezuela, aunque este proyecto nunca se completó. Este Primer Triunvirato fue seguido por un Segundo Triunvirato integrado por Fernando Rodríguez del Toro, Francisco Javier Ustáriz y Francisco Espejo.
Además creó la Alta Corte de Justicia, presidida inicialmente por el doctor Francisco Espejo; reorganizó el Tribunal de Apelaciones que había creado la Junta de Arbitrios, encargada de las rentas del Estado, y un Tribunal de Municipalidades para el abasto y policía.

## Tendencias políticas en el Congreso
Ese primer Congreso Constituyente se caracterizaba por dos facciones en pugna: los separatistas y los fidelistas (fieles a Fernando VII). Los separatistas eran decididos partidarios de la independencia de Venezuela (como Francisco de Miranda), mientras que los fidelistas seguían reconociendo al Consejo de Regencia y siendo fieles a Fernando VII de España. Entre ambos bandos había un buen número de indecisos. Así mismo, había un gran número de diputados que veían con recelo a Francisco de Miranda, por considerarlo "afrancesado" y hasta espía de los ingleses.

## Grupos de presión
El principal grupo de presión hacia el Congreso fue la Sociedad Patriótica, creada por el Secretario de la Junta Suprema de Caracas, Juan Germán Roscio, en agosto de 1810, e integrada por muchos jóvenes, entre los que estaba Simón Bolívar. El día 3 de julio de 1811, después de toda una tarde de discusiones y luego de un discurso de Bolívar, la Sociedad Patriótica se pronunció por presionar al Congreso para que declarara la independencia de Venezuela.

## Declaración de la Independencia
El 5 de julio de 1811, reunidos en la Capilla de Santa Rosa de Lima de Caracas, y después de una larga jornada de discusiones, los diputados declararon la Independencia de Venezuela con un solo voto en contra. Acordaron llamar a la nueva República como Confederación Americana de Venezuela y nombraron una comisión para decidir sobre la bandera y la redacción de una Constitución. Juan Germán Roscio redactó el Acta y la misma fue firmada el 5 de julio, luego se transcribió al Libro de Actas del Congreso. El 13 de julio aprobaron la bandera, la cual se basó en el diseño que había realizado Francisco de Miranda en 1806. El 14 de julio en un acto público y solemne fue izada por primera vez esta bandera. Los encargados de hacerlo fueron los hijos de José María España, ajusticiado por los españoles en 1799 por liderar un movimiento pro independentista.

## Acciones posteriores a la Declaración de la Independencia
El Congreso designó a Francisco Rodríguez del Toro como Comandante Militar de Venezuela. El 21 de diciembre de 1811, el congreso aprobó la Constitución Federal, la primera de América Latina. El 15 de febrero de 1812 el Congreso suspendió sus sesiones y acordó trasladarse a Valencia, (en la actual Casa de la estrella, que es un sitio histórico gracias a este evento) designándola Ciudad Federal el 1 de marzo de ese mismo año cuando reanudó su sesión.

## Disolución
El Congreso prolongó sus labores hasta el 6 de abril de 1812 en Valencia, fecha en que se disolvió y nombró a Francisco de Miranda como Dictador y Jefe Supremo de Venezuela, con el rango de Generalísimo, para enfrentar la terrible crisis que vivía la República en aquella fecha. Miranda, al recibir el nombramiento expresó: "Voy a presidir los funerales de Venezuela".

## Importancia
La actuación del Congreso en aquel período de poco más de un año, fue de gran trascendencia en la historia de Venezuela. En primer lugar, declaró la independencia, y en segundo, elaboró la Constitución Federal de los Estados de Venezuela de 1811. El presidente del Congreso en ocasión de lo primero fue Juan Antonio Rodríguez Domínguez y durante lo segundo Juan Rodríguez del Toro.